# Funicolare Licabetto

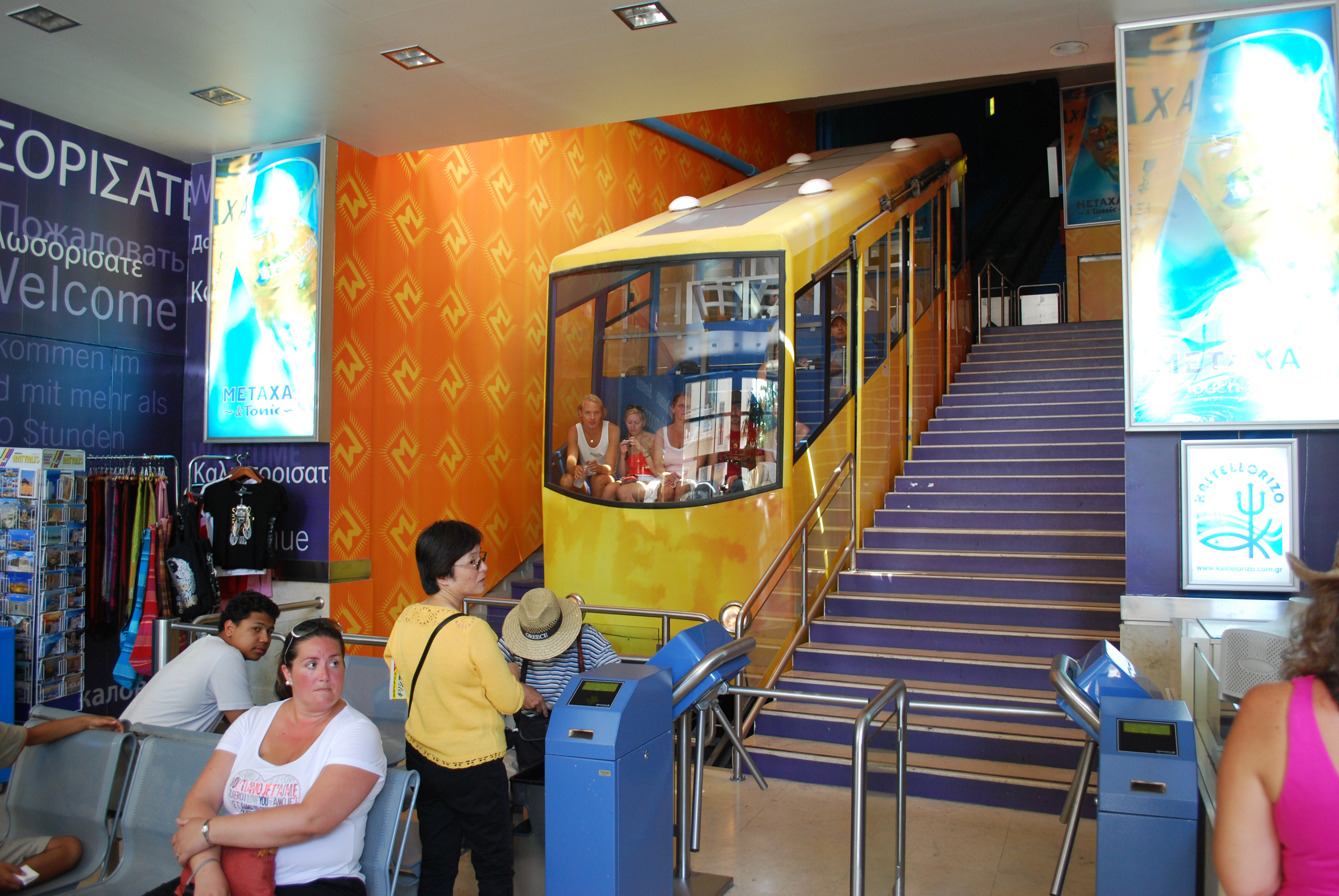
Cabina nella stazione inferiore

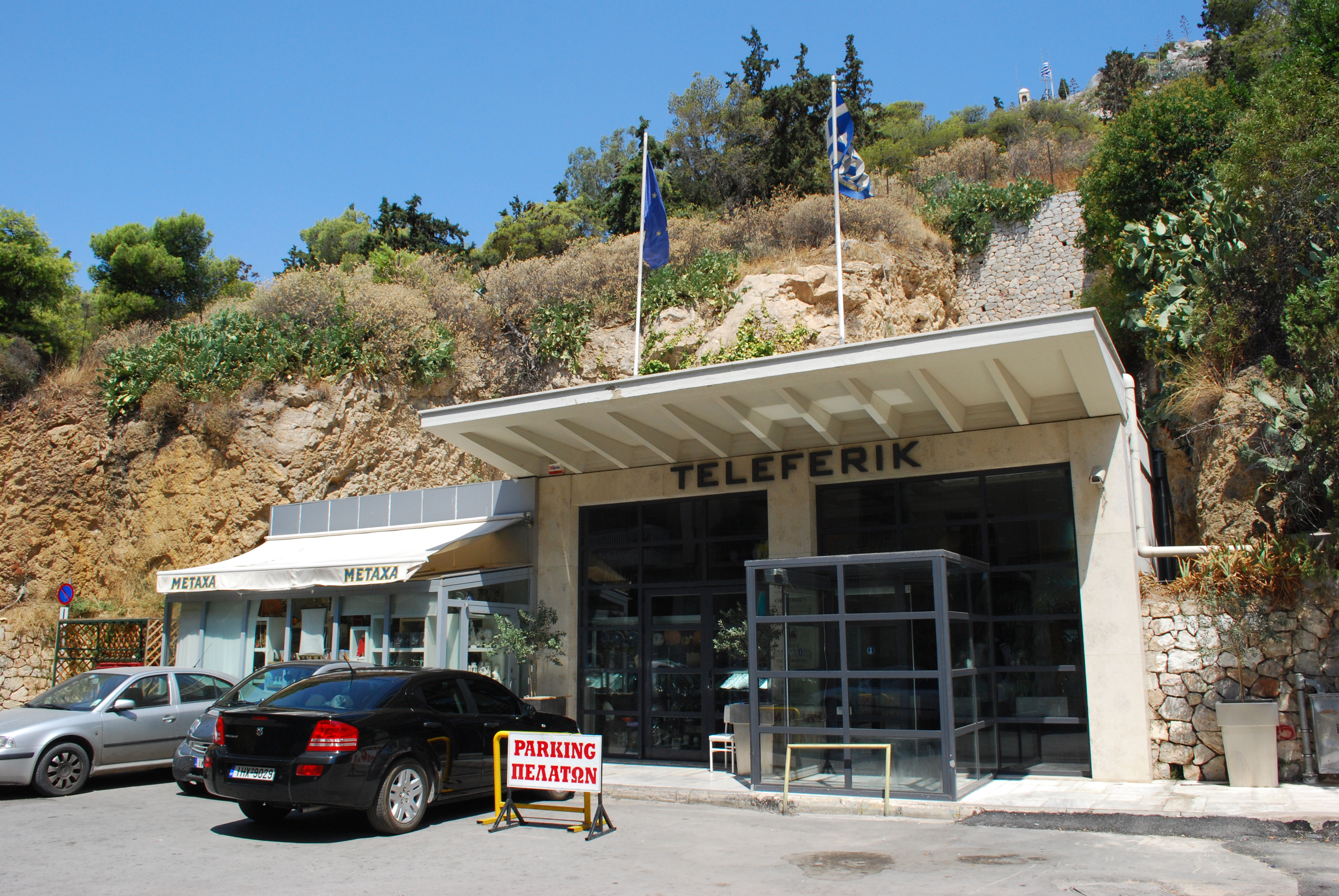
La stazione inferiore dalla strada

La funicolare del Licabetto è una funicolare che porta in cima al Monte Licabetto, nella capitale greca di Atene. È stata costruita negli anni '60 dall'Organizzazione Turistica Greca (EOT) ed è stata inaugurata il 18 aprile 1965. Le stazioni terminali sono situate in via Aristippou, a Kolonaki, e presso la Cappella di San Giorgio, vicino alla cima della collina. La linea è interamente in galleria.
Nel 2002 sono stati effettuati ampi lavori di ristrutturazione, che hanno comportato la sostituzione del motore, del gruppo idraulico, dei sistemi di sicurezza dell'elettronica, della sala controllo e delle due vetture della funicolare. La ferrovia ora gestisce servizi giornalieri, con una capacità di circa 400 persone all'ora.

## Caratteristiche
La linea ha i seguenti parametri:
| Numero di cabine        | 2                                        |
| Numero di fermate       | 2                                        |
| Caratteristiche         | Binario singolo con incrocio ferroviario |
| Lunghezza della traccia | 210 metri (689 ft)                       |
| Massima inclinazione    | 28°                                      |
| Velocità                | 7 chilometri all'ora (4,3 mph)           |
| Tempo di viaggio        | 3 minuti                                 |
| Capacità                | 34 passeggeri per cabina                 |